# Mylène Farmer/Diskografie
Diese Diskografie ist eine Übersicht über die musikalischen Werke der französischen Sängerin Mylène Farmer. Den Schallplattenauszeichnungen zufolge hat sie bisher mehr als 14,4 Millionen Tonträger verkauft, davon alleine in ihrer Heimat über 13,3 Millionen. Ihre erfolgreichsten Veröffentlichungen sind die Alben Innamoramento und Les mots mit je über eine Million verkauften Einheiten.

## Alben

### Studioalben
| Jahr | Titel Musiklabel                    | Höchstplatzierung, Gesamtwochen, AuszeichnungChartplatzierungen (Jahr, Titel, Musiklabel, Platzierungen, Wochen, Auszeichnungen, Anmerkungen) | Höchstplatzierung, Gesamtwochen, AuszeichnungChartplatzierungen (Jahr, Titel, Musiklabel, Platzierungen, Wochen, Auszeichnungen, Anmerkungen) | Höchstplatzierung, Gesamtwochen, AuszeichnungChartplatzierungen (Jahr, Titel, Musiklabel, Platzierungen, Wochen, Auszeichnungen, Anmerkungen) | Höchstplatzierung, Gesamtwochen, AuszeichnungChartplatzierungen (Jahr, Titel, Musiklabel, Platzierungen, Wochen, Auszeichnungen, Anmerkungen) | Anmerkungen                                                                      |
| Jahr | Titel Musiklabel                    | FR | BEW | DE | CH | Anmerkungen                                                                      |
| ---- | ----------------------------------- | --- | --- | --- | --- | -------------------------------------------------------------------------------- |
| 1986 | Cendres de lune Polydor (Polygram)  | FR39 (14 Wo.)FR | BEW71 (2 Wo.)BEW | — | — | Erstveröffentlichung: 1. April 1986 Charteinstieg BE: 2019                       |
| 1988 | Ainsi soit je … Polydor (Polygram)  | FR1 Diamant · (104 Wo.)FR | BEW59 Gold · (2 Wo.)BEW | DE47 (9 Wo.)DE | CH— GoldCH | Erstveröffentlichung: 14. März 1988 Verkäufe: + 1.040.000 Charteinstieg BE: 2019 |
| 1991 | L’autre … Polydor (Requiem)         | FR1 Diamant · (73 Wo.)FR | BEW58 Gold · (1 Wo.)BEW | DE55 (6 Wo.)DE | CH27 Gold · (9 Wo.)CH | Erstveröffentlichung: 8. April 1991 Verkäufe: + 1.050.000 Charteinstieg BE: 2019 |
| 1995 | Anamorphosée Polydor (Requiem)      | FR1 Diamant · (37 Wo.)FR | BEW2 Platin · (75 Wo.)BEW | — | CH25 Gold · (6 Wo.)CH | Erstveröffentlichung: 17. Oktober 1995 Verkäufe: + 1.000.000                     |
| 1999 | Innamoramento Polydor (UMG)         | FR2 Diamant · (97 Wo.)FR | BEW2 Platin · (71 Wo.)BEW | — | CH59 Platin · (1 Wo.)CH | Erstveröffentlichung: 2. April 1999 Verkäufe: + 1.080.000 Charteinstieg CH: 2021 |
| 2005 | Avant que l’ombre… Polydor (UMG)    | FR1 Platin · (80 Wo.)FR | BEW1 Gold · (70 Wo.)BEW | — | CH2 (13 Wo.)CH | Erstveröffentlichung: 1. April 2005 Verkäufe: + 435.000                          |
| 2008 | Point de Suture Polydor (UMG)       | FR1 ×3Dreifachplatin · (66 Wo.)FR | BEW1 Platin · (38 Wo.)BEW | — | CH2 Gold · (11 Wo.)CH | Erstveröffentlichung: 20. August 2008 Verkäufe: + 675.000                        |
| 2010 | Bleu noir Polydor (UMG)             | FR1 Diamant · (45 Wo.)FR | BEW1 Platin · (46 Wo.)BEW | — | CH7 Gold · (13 Wo.)CH | Erstveröffentlichung: 6. Dezember 2010 Verkäufe: + 800.000                       |
| 2012 | Monkey Me Polydor (UMG)             | FR1 ×3Dreifachplatin · (50 Wo.)FR | BEW1 Platin · (58 Wo.)BEW | — | CH3 (11 Wo.)CH | Erstveröffentlichung: 3. Dezember 2012 Verkäufe: + 320.000                       |
| 2015 | Interstellaires Polydor (UMG)       | FR1 ×3Dreifachplatin · (46 Wo.)FR | BEW1 Gold · (60 Wo.)BEW | DE79 (1 Wo.)DE | CH3 (11 Wo.)CH | Erstveröffentlichung: 6. November 2015 Verkäufe: + 310.000                       |
| 2018 | Désobéissance Stuffed Monkey (Sony) | FR1 ×2Doppelplatin · (57 Wo.)FR | BEW1 (43 Wo.)BEW | — | CH3 (14 Wo.)CH | Erstveröffentlichung: 28. September 2018 Verkäufe: + 200.000                     |
| 2022 | L’emprise Stuffed Monkey (Sony)     | FR1 ×2Doppelplatin · (44 Wo.)FR | BEW1 (35 Wo.)BEW | — | CH1 (8 Wo.)CH | Erstveröffentlichung: 24. November 2022 Verkäufe: + 200.000                      |

grau schraffiert: keine Chartdaten aus diesem Jahr verfügbar

### Livealben
| Jahr | Titel Musiklabel                         | Höchstplatzierung, Gesamtwochen, AuszeichnungChartplatzierungen (Jahr, Titel, Musiklabel, Platzierungen, Wochen, Auszeichnungen, Anmerkungen) | Höchstplatzierung, Gesamtwochen, AuszeichnungChartplatzierungen (Jahr, Titel, Musiklabel, Platzierungen, Wochen, Auszeichnungen, Anmerkungen) | Höchstplatzierung, Gesamtwochen, AuszeichnungChartplatzierungen (Jahr, Titel, Musiklabel, Platzierungen, Wochen, Auszeichnungen, Anmerkungen) | Höchstplatzierung, Gesamtwochen, AuszeichnungChartplatzierungen (Jahr, Titel, Musiklabel, Platzierungen, Wochen, Auszeichnungen, Anmerkungen) | Anmerkungen                                                  |
| Jahr | Titel Musiklabel                         | FR | BEW | DE | CH | Anmerkungen                                                  |
| ---- | ---------------------------------------- | --- | --- | --- | --- | ------------------------------------------------------------ |
| 1989 | En concert Polydor (Requiem)             | FR9 ×2Doppelgold · (20 Wo.)FR | BEW48 (3 Wo.)BEW | — | — | Erstveröffentlichung: 4. Dezember 1989 Verkäufe: + 200.000   |
| 1997 | Live à Bercy Polydor (Polygram)          | FR2 ×3Dreifachplatin · (44 Wo.)FR | BEW2 Gold · (39 Wo.)BEW | — | CH— GoldCH | Erstveröffentlichung: 20. Mai 1997 Verkäufe: + 940.000       |
| 2000 | Mylenium Tour Polydor (UMG)              | FR1 ×2Doppelplatin · (31 Wo.)FR | BEW8 Gold · (17 Wo.)BEW | — | CH31 (12 Wo.)CH | Erstveröffentlichung: 4. Dezember 2000 Verkäufe: + 615.000   |
| 2006 | Avant que l’ombre… à Bercy Polydor (UMG) | FR1 Gold · (18 Wo.)FR | BEW3 (22 Wo.)BEW | — | CH18 (11 Wo.)CH | Erstveröffentlichung: 3. Dezember 2006 Verkäufe: + 75.000    |
| 2009 | N°5 On Tour Polydor (UMG)                | FR1 ×2Doppelplatin · (39 Wo.)FR | BEW1 Gold · (32 Wo.)BEW | — | CH14 (6 Wo.)CH | Erstveröffentlichung: 7. Dezember 2009 Verkäufe: + 210.000   |
| 2013 | Timeless 2013 Polydor (UMG)              | FR2 Platin · (29 Wo.)FR | BEW2 Gold · (42 Wo.)BEW | — | CH13 (4 Wo.)CH | Erstveröffentlichung: 8. November 2013 Verkäufe: + 110.000   |
| 2019 | Live 2019 Stuffed Monkey (Sony)          | FR1 Platin · (24 Wo.)FR | BEW1 (22 Wo.)BEW | — | CH2 (6 Wo.)CH | Erstveröffentlichung: 18. Oktober 2019 Verkäufe: + 100.000   |
| 2024 | Nevermore Stuffed Monkey (Sony)          | FR1 Platin · (38 Wo.)FR | BEW1 (… Wo.)BEW | — | CH4 (… Wo.)CH | Erstveröffentlichung: 27. September 2024 Verkäufe: + 100.000 |

grau schraffiert: keine Chartdaten aus diesem Jahr verfügbar

### Kompilationen
| Jahr | Titel Musiklabel                   | Höchstplatzierung, Gesamtwochen, AuszeichnungChartplatzierungen (Jahr, Titel, Musiklabel, Platzierungen, Wochen, Auszeichnungen, Anmerkungen) | Höchstplatzierung, Gesamtwochen, AuszeichnungChartplatzierungen (Jahr, Titel, Musiklabel, Platzierungen, Wochen, Auszeichnungen, Anmerkungen) | Höchstplatzierung, Gesamtwochen, AuszeichnungChartplatzierungen (Jahr, Titel, Musiklabel, Platzierungen, Wochen, Auszeichnungen, Anmerkungen) | Höchstplatzierung, Gesamtwochen, AuszeichnungChartplatzierungen (Jahr, Titel, Musiklabel, Platzierungen, Wochen, Auszeichnungen, Anmerkungen) | Anmerkungen                                                   |
| Jahr | Titel Musiklabel                   | FR | BEW | DE | CH | Anmerkungen                                                   |
| ---- | ---------------------------------- | --- | --- | --- | --- | ------------------------------------------------------------- |
| 2001 | Les mots Polydor (UMG)             | FR1 Diamant · (71 Wo.)FR | BEW1 ×2Doppelplatin · (47 Wo.)BEW | — | CH6 Gold · (38 Wo.)CH | Erstveröffentlichung: 26. November 2001 Verkäufe: + 1.080.000 |
| 2011 | 2001 . 2011 Polydor (UMG)          | FR3 ×2Doppelplatin · (24 Wo.)FR | BEW10 Gold · (56 Wo.)BEW | — | CH36 (4 Wo.)CH | Erstveröffentlichung: 5. Dezember 2011 Verkäufe: + 210.000    |
| 2020 | Histoires de Stuffed Monkey (Sony) | FR2 Platin · (58 Wo.)FR | BEW2 (42 Wo.)BEW | — | CH5 (8 Wo.)CH | Erstveröffentlichung: 4. Dezember 2020 Verkäufe: + 100.000    |
| 2021 | Plus grandir Polydor (UMG)         | FR1 Platin · (100 Wo.)FR | BEW1 (15 Wo.)BEW | — | CH69 (2 Wo.)CH | Erstveröffentlichung: 20. August 2021 Verkäufe: + 100.000     |
| 2025 | 86/97 Polydor (UMG)                | FR2 (… Wo.)FR | BEW5 (… Wo.)BEW | — | CH76 (1 Wo.)CH | Erstveröffentlichung: 11. Juli 2025                           |

### Remixalben
| Jahr | Titel Musiklabel                 | Höchstplatzierung, Gesamtwochen, AuszeichnungChartplatzierungen (Jahr, Titel, Musiklabel, Platzierungen, Wochen, Auszeichnungen, Anmerkungen) | Höchstplatzierung, Gesamtwochen, AuszeichnungChartplatzierungen (Jahr, Titel, Musiklabel, Platzierungen, Wochen, Auszeichnungen, Anmerkungen) | Höchstplatzierung, Gesamtwochen, AuszeichnungChartplatzierungen (Jahr, Titel, Musiklabel, Platzierungen, Wochen, Auszeichnungen, Anmerkungen) | Höchstplatzierung, Gesamtwochen, AuszeichnungChartplatzierungen (Jahr, Titel, Musiklabel, Platzierungen, Wochen, Auszeichnungen, Anmerkungen) | Anmerkungen                                                                         |
| Jahr | Titel Musiklabel                 | FR | BEW | DE | CH | Anmerkungen                                                                         |
| ---- | -------------------------------- | --- | --- | --- | --- | ----------------------------------------------------------------------------------- |
| 1992 | Dance Remixes Polydor (Polygram) | FR3 ×2Doppelgold · (8 Wo.)FR | BEW20 (1 Wo.)BEW | — | — | Erstveröffentlichung: 23. November 1992 Verkäufe: + 200.000 Charteinstieg BEW: 2020 |
| 2003 | RemixeS Polydor (UMG)            | FR3 Gold · (18 Wo.)FR | BEW15 (12 Wo.)BEW | — | CH81 (1 Wo.)CH | Erstveröffentlichung: 1. Dezember 2003 Verkäufe: + 100.000                          |
| 2024 | Remix XL Stuffed Monkey (Sony)   | FR2 (24 Wo.)FR | BEW2 (8 Wo.)BEW | — | CH5 (3 Wo.)CH | Erstveröffentlichung: 19. April 2024                                                |

grau schraffiert: keine Chartdaten aus diesem Jahr verfügbar

## Singles
| Jahr | Titel Album                                             | Höchstplatzierung, Gesamtwochen, AuszeichnungChartplatzierungen (Jahr, Titel, Album, Platzierungen, Wochen, Auszeichnungen, Anmerkungen) | Höchstplatzierung, Gesamtwochen, AuszeichnungChartplatzierungen (Jahr, Titel, Album, Platzierungen, Wochen, Auszeichnungen, Anmerkungen) | Höchstplatzierung, Gesamtwochen, AuszeichnungChartplatzierungen (Jahr, Titel, Album, Platzierungen, Wochen, Auszeichnungen, Anmerkungen) | Höchstplatzierung, Gesamtwochen, AuszeichnungChartplatzierungen (Jahr, Titel, Album, Platzierungen, Wochen, Auszeichnungen, Anmerkungen) | Höchstplatzierung, Gesamtwochen, AuszeichnungChartplatzierungen (Jahr, Titel, Album, Platzierungen, Wochen, Auszeichnungen, Anmerkungen) | Anmerkungen                                                                   |
| Jahr | Titel Album                                             | FR | BEW | DE | AT | CH | Anmerkungen                                                                   |
| --- | ------------------------------------------------------- | --- | --- | --- | --- | --- | ----------------------------------------------------------------------------- |
| 1984 | Maman a tort / My Mum Is Wrong Cendres de lune          | FR104 (1 Wo.)FR | — | — | — | — | Erstveröffentlichung: 28. März 1984 Charteinstieg: 2014                       |
| 1985 | On est tous des imbéciles –                             | — | — | — | — | — | Erstveröffentlichung: Januar 1985                                             |
| 1985 | Plus grandir Cendres de lune                            | FR19 (3 Wo.)FR | — | — | — | — | Erstveröffentlichung: September 1985                                          |
| 1986 | Libertine Cendres de lune                               | FR1 Silber · (38 Wo.)FR | — | — | — | — | Erstveröffentlichung: 25. März 1986 Verkäufe: + 250.000                       |
| 1986 | We’ll Never Die Cendres de lune                         | — | — | — | — | — | Erstveröffentlichung: 1986                                                    |
| 1987 | Tristana Cendres de lune                                | FR5 Silber · (29 Wo.)FR | — | — | — | — | Erstveröffentlichung: Februar 1987 Verkäufe: + 250.000                        |
| 1987 | Sans contrefaçon Ainsi soit je...                       | FR2 (27 Wo.)FR | — | DE46 (12 Wo.)DE | — | — | Erstveröffentlichung: 16. Oktober 1987                                        |
| 1988 | Ainsi soit je…                                          | FR5 (19 Wo.)FR | — | — | — | — | Erstveröffentlichung: 4. April 1988                                           |
| 1988 | Pourvu qu’elles soient douces Ainsi soit je…            | FR1 Gold · (26 Wo.)FR | — | — | — | — | Erstveröffentlichung: 12. September 1988 Verkäufe: + 500.000                  |
| 1989 | Sans logique Ainsi soit je…                             | FR6 (19 Wo.)FR | — | — | — | — | Erstveröffentlichung: 20. Februar 1989                                        |
| 1989 | À quoi je sers… –                                       | FR3 (17 Wo.)FR | — | — | — | — | Erstveröffentlichung: 17. Juli 1989                                           |
| 1989 | Allan (Live) En concert                                 | FR10 (12 Wo.)FR | — | — | — | — | Erstveröffentlichung: 4. Dezember 1989                                        |
| 1990 | Plus grandir (Live mix) En concert                      | FR8 (12 Wo.)FR | — | — | — | — | Erstveröffentlichung: 12. Mai 1990                                            |
| 1991 | Désenchantée L’autre…                                   | FR1 Gold · (37 Wo.)FR | — | DE46 (18 Wo.)DE | AT16 (11 Wo.)AT | CH23 (2 Wo.)CH | Erstveröffentlichung: 18. März 1991 Verkäufe: + 250.000                       |
| 1991 | Regrets L’autre…                                        | FR3 Silber · (19 Wo.)FR | — | — | — | — | Erstveröffentlichung: 29. Juli 1991 Verkäufe: + 125.000; mit Jean-Louis Murat |
| 1991 | Je t’aime mélancolie L’autre…                           | FR3 (22 Wo.)FR | — | DE70 (6 Wo.)DE | — | — | Erstveröffentlichung: 19. November 1991                                       |
| 1992 | Beyond My Control L’autre…                              | FR3 (14 Wo.)FR | — | — | — | — | Erstveröffentlichung: 13. April 1992                                          |
| 1992 | Que mon cœur lâche Dance Remixes                        | FR7 (22 Wo.)FR | — | — | — | — | Erstveröffentlichung: 16. November 1992                                       |
| 1993 | My Soul Is Slashed Dance Remixes                        | — | — | — | — | — | Erstveröffentlichung: 1993                                                    |
| 1995 | XXL Anamorphosée                                        | FR1 (15 Wo.)FR | BEW3 (14 Wo.)BEW | — | — | CH11 (10 Wo.)CH | Erstveröffentlichung: 15. September 1995                                      |
| 1995 | L’instant X Anamorphosée                                | FR6 (25 Wo.)FR | BEW12 (21 Wo.)BEW | — | — | — | Erstveröffentlichung: 8. Dezember 1995                                        |
| 1996 | California Anamorphosée                                 | FR5 (20 Wo.)FR | BEW22 (4 Wo.)BEW | — | — | — | Erstveröffentlichung: 22. März 1996                                           |
| 1996 | Comme j’ai mal Anamorphosée                             | FR2 (12 Wo.)FR | BEW21 (4 Wo.)BEW | — | — | — | Erstveröffentlichung: 1. Juli 1996                                            |
| 1996 | Rêver Anamorphosée                                      | FR7 (15 Wo.)FR | BEW12 (17 Wo.)BEW | — | — | — | Erstveröffentlichung: 16. November 1996                                       |
| 1997 | La poupée qui fait non (Live) Live à Bercy              | FR6 (8 Wo.)FR | BEW5 Gold · (18 Wo.)BEW | — | — | — | Erstveröffentlichung: Mai 1997 Verkäufe: + 15.000; mit Khaled                 |
| 1997 | Ainsi soit je… (Live) Live à Bercy                      | FR27 (5 Wo.)FR | BEW22 (4 Wo.)BEW | — | — | — | Erstveröffentlichung: August 1997                                             |
| 1999 | L’âme-stram-gram Innamoramento                          | FR2 Silber · (16 Wo.)FR | BEW9 (13 Wo.)BEW | — | — | — | Erstveröffentlichung: 9. März 1999 Verkäufe: + 125.000                        |
| 1999 | Je te rends ton amour Innamoramento                     | FR10 (20 Wo.)FR | BEW18 (10 Wo.)BEW | — | — | — | Erstveröffentlichung: 8. Juni 1999                                            |
| 1999 | Souviens-toi du jour Innamoramento                      | FR4 Silber · (22 Wo.)FR | BEW18 (9 Wo.)BEW | — | — | — | Erstveröffentlichung: 2. September 1999 Verkäufe: + 125.000                   |
| 2000 | Optimistique-moi Innamoramento                          | FR7 Silber · (15 Wo.)FR | BEW15 (8 Wo.)BEW | — | — | CH58 (8 Wo.)CH | Erstveröffentlichung: 21. Februar 2000 Verkäufe: + 125.000                    |
| 2000 | Innamoramento                                           | FR3 (20 Wo.)FR | BEW24 (6 Wo.)BEW | — | — | CH56 (7 Wo.)CH | Erstveröffentlichung: 18. Juli 2000                                           |
| 2000 | Dessine-moi un mouton (Live) Mylenium Tour              | FR6 (16 Wo.)FR | BEW11 (12 Wo.)BEW | — | — | CH59 (5 Wo.)CH | Erstveröffentlichung: 4. Dezember 2000                                        |
| 2001 | L’histoire d’une fée, c’est… Rugrats in Paris           | FR9 (15 Wo.)FR | BEW10 (8 Wo.)BEW | — | — | — | Erstveröffentlichung: 26. Februar 2001                                        |
| 2001 | Les mots                                                | FR2 Gold · (28 Wo.)FR | BEW2 Gold · (18 Wo.)BEW | — | — | — | Erstveröffentlichung: 12. November 2001 Verkäufe: + 265.000; mit Seal         |
| 2002 | C’est une belle journée Les mots                        | FR5 Gold · (25 Wo.)FR | BEW11 (13 Wo.)BEW | — | — | — | Erstveröffentlichung: 15. April 2002 Verkäufe: + 250.000                      |
| 2002 | Pardonne-moi Les mots                                   | FR6 (17 Wo.)FR | BEW7 (8 Wo.)BEW | — | — | CH45 (11 Wo.)CH | Erstveröffentlichung: 21. Oktober 2002                                        |
| 2005 | Fuck Them All Avant que l’ombre…                        | FR2 Silber · (19 Wo.)FR | BEW2 (14 Wo.)BEW | — | — | CH14 (16 Wo.)CH | Erstveröffentlichung: 14. März 2005 Verkäufe: + 100.000                       |
| 2005 | Q.I Avant que l’ombre…                                  | FR7 (18 Wo.)FR | BEW4 (11 Wo.)BEW | — | — | CH33 (10 Wo.)CH | Erstveröffentlichung: 3. Juli 2005                                            |
| 2006 | Redonne-moi Avant que l’ombre…                          | FR7 (11 Wo.)FR | BEW6 (8 Wo.)BEW | — | — | CH27 (8 Wo.)CH | Erstveröffentlichung: 2. Januar 2006                                          |
| 2006 | L’amour n’est rien Avant que l’ombre…                   | FR7 (18 Wo.)FR | BEW9 (13 Wo.)BEW | — | — | CH47 (10 Wo.)CH | Erstveröffentlichung: 27. März 2006                                           |
| 2006 | Peut-être toi Avant que l’ombre…                        | FR3 (15 Wo.)FR | BEW12 (7 Wo.)BEW | — | — | CH34 (7 Wo.)CH | Erstveröffentlichung: 21. August 2006                                         |
| 2006 | Slipping Away (Crier la vie) Go – The Very Best Of Moby | FR1 Gold · (37 Wo.)FR | BEW1 (24 Wo.)BEW | DE63 (11 Wo.)DE | — | CH18 (21 Wo.)CH | Erstveröffentlichung: 25. September 2006 Verkäufe: + 200.000; mit Moby        |
| 2006 | Avant que l’ombre… (Live) Avant que l’ombre…            | FR10 (21 Wo.)FR | BEW25 (5 Wo.)BEW | — | — | CH54 (2 Wo.)CH | Erstveröffentlichung: 26. November 2006                                       |
| 2007 | Déshabillez-moi (Live) Avant que l’ombre…               | FR10 (17 Wo.)FR | BEW19 (5 Wo.)BEW | — | — | CH81 (1 Wo.)CH | Erstveröffentlichung: 3. März 2007                                            |
| 2008 | Dégénération Point de Suture                            | FR1 (41 Wo.)FR | BEW1 (14 Wo.)BEW | — | — | CH26 (6 Wo.)CH | Erstveröffentlichung: 19. Juni 2008                                           |
| 2008 | Appelle mon numéro Point de Suture                      | FR1 (36 Wo.)FR | BEW7 (14 Wo.)BEW | — | — | CH53 (2 Wo.)CH | Erstveröffentlichung: 3. November 2008                                        |
| 2009 | Si j’avais au moins… Point de Suture                    | FR1 (38 Wo.)FR | BEW25 (2 Wo.)BEW | — | — | CH72 (1 Wo.)CH | Erstveröffentlichung: 5. Januar 2009                                          |
| 2009 | C’est dans l’air Point de Suture                        | FR1 (37 Wo.)FR | BEW13 (1 Wo.)BEW | — | — | CH44 (3 Wo.)CH | Erstveröffentlichung: 3. April 2009                                           |
| 2009 | Sextonik Point de Suture                                | FR1 (43 Wo.)FR | BEW25 (2 Wo.)BEW | — | — | CH77 (1 Wo.)CH | Erstveröffentlichung: 24. August 2009                                         |
| 2010 | Oui mais… non Bleu Noir                                 | FR1 (17 Wo.)FR | BEW2 (20 Wo.)BEW | — | — | CH52 (8 Wo.)CH | Erstveröffentlichung: 27. September 2010                                      |
| 2011 | Bleu Noir                                               | FR1 (6 Wo.)FR | BEW16 (6 Wo.)BEW | — | — | — | Erstveröffentlichung: 21. März 2011                                           |
| 2011 | Lonely Lisa Bleu Noir                                   | FR1 (12 Wo.)FR | BEW10 (3 Wo.)BEW | — | — | — | Erstveröffentlichung: 16. Mai 2011                                            |
| 2011 | Du temps 2001 . 2011                                    | FR4 (18 Wo.)FR | BEW9 (5 Wo.)BEW | — | — | CH73 (1 Wo.)CH | Erstveröffentlichung: 7. November 2011                                        |
| 2011 | Sois-moi-Be Me 2001 . 2011                              | FR57 (1 Wo.)FR | — | — | — | — | Erstveröffentlichung: 10. Dezember 2011                                       |
| 2012 | A l’ombre Monkey Me                                     | FR1 (15 Wo.)FR | BEW2 (11 Wo.)BEW | — | — | — | Erstveröffentlichung: 22. Oktober 2012                                        |
| 2012 | Elle a dit Monkey Me                                    | FR182 (1 Wo.)FR | — | — | — | — | Erstveröffentlichung: 15. Dezember 2012                                       |
| 2013 | Je te dis tout Monkey Me                                | FR3 (8 Wo.)FR | BEW28 (1 Wo.)BEW | — | — | — | Erstveröffentlichung: 28. Januar 2013                                         |
| 2013 | Monkey Me                                               | FR3 (7 Wo.)FR | BEW43 (1 Wo.)BEW | — | — | — | Erstveröffentlichung: 30. August 2013                                         |
| 2015 | Stolen Car Interstellaires                              | FR1 (24 Wo.)FR | BEW1 (12 Wo.)BEW | — | — | CH55 (1 Wo.)CH | Erstveröffentlichung: 24. August 2015 mit Sting                               |
| 2015 | Stolen Car (Remixes) Interstellaires                    | FR5 (6 Wo.)FR | — | — | — | — | mit Sting                                                                     |
| 2015 | Stolen Car (Remixes 2) Interstellaires                  | FR18 (3 Wo.)FR | — | — | — | — | mit Sting                                                                     |
| 2015 | Insondables Interstellaires                             | FR23 (2 Wo.)FR | BEW22 (1 Wo.)BEW | — | — | — | Erstveröffentlichung: 26. Oktober 2015                                        |
| 2016 | City of Love Interstellaires                            | FR146 (1 Wo.)FR | — | — | — | — | Erstveröffentlichung: 8. Januar 2016                                          |
| 2016 | C’est pas moi Interstellaires                           | FR183 (1 Wo.)FR | — | — | — | — | Erstveröffentlichung: 16. Mai 2016                                            |
| 2018 | Rolling Stone Désobéissance                             | FR73 (1 Wo.)FR | — | — | — | — | Erstveröffentlichung: 19. Januar 2018                                         |
| 2018 | N’oublie pas Désobéissance                              | FR83 (1 Wo.)FR | — | — | — | — | Erstveröffentlichung: 22. Juni 2018 Duett mit LP                              |
| 2019 | Désobéissance                                           | FR16 (2 Wo.)FR | — | — | — | — | Erstveröffentlichung: 3. Mai 2019 (Remixes)                                   |
| 2019 | Des larmes Désobéissance                                | FR60 (1 Wo.)FR | — | — | — | — | Erstveröffentlichung: 20. März 2019                                           |
| 2020 | L’âme dans l’eau Histoire de                            | FR68 (11 Wo.)FR | — | — | — | — | Erstveröffentlichung: 3. Dezember 2020 (Remixes)                              |
| 2022 | À tout jamais L’emprise                                 | FR10 (2 Wo.)FR | BEW18 (10 Wo.)BEW | — | — | — | Erstveröffentlichung: 26. August 2022                                         |
| 2023 | Rayon vert L’emprise                                    | FR45 (1 Wo.)FR | — | — | — | — | Erstveröffentlichung: 24. Februar 2023 (Remixes) mit Aaron                    |
| 2023 | Rallumer les étoiles L’emprise                          | FR36 (1 Wo.)FR | — | — | — | — | Erstveröffentlichung: 31. März 2023 (Remixes)                                 |
| 2023 | L’emprise                                               | FR46 (1 Wo.)FR | — | — | — | — | Erstveröffentlichung: 30. Juni 2023 (Remixes)                                 |
| Folgende Lieder erschienen nicht als Single, wurden aber durch das Album zum Download und Streaming bereitgestellt und konnten somit eine Platzierung erlangen: |                                                         | | | | | |                                                                               |
| |                                                         | | | | | |                                                                               |
| 2015 | Interstellaires                                         | FR138 (1 Wo.)FR | — | — | — | — |                                                                               |

grau schraffiert: keine Chartdaten aus diesem Jahr verfügbar

## Videoalben
| Jahr | Titel Musiklabel           | Höchstplatzierung, Gesamtwochen, AuszeichnungChartplatzierungen (Jahr, Titel, Musiklabel, Platzierungen, Wochen, Auszeichnungen, Anmerkungen) | Höchstplatzierung, Gesamtwochen, AuszeichnungChartplatzierungen (Jahr, Titel, Musiklabel, Platzierungen, Wochen, Auszeichnungen, Anmerkungen) | Höchstplatzierung, Gesamtwochen, AuszeichnungChartplatzierungen (Jahr, Titel, Musiklabel, Platzierungen, Wochen, Auszeichnungen, Anmerkungen) | Höchstplatzierung, Gesamtwochen, AuszeichnungChartplatzierungen (Jahr, Titel, Musiklabel, Platzierungen, Wochen, Auszeichnungen, Anmerkungen) | Anmerkungen                                                 |
| Jahr | Titel Musiklabel           | FR | BEW | DE | CH | Anmerkungen                                                 |
| ---- | -------------------------- | --- | --- | --- | --- | ----------------------------------------------------------- |
| 1990 | En concert                 | FR— ×2DoppelplatinFR | — | — | CH1 (12 Wo.)CH | Erstveröffentlichung: 1990 Verkäufe: + 20.000               |
| 1997 | Live à Bercy               | FR— DiamantFR | — | — | CH7 (3 Wo.)CH | Erstveröffentlichung: 21. Mai 1997 Verkäufe: + 100.000      |
| 1997 | Music Videos – Vol.1       | FR— DiamantFR | — | — | CH6 (2 Wo.)CH | Erstveröffentlichung: 1997 Verkäufe: + 100.000              |
| 2000 | Music Videos – Vol.2 & 3   | FR— DiamantFR | — | — | CH8 (1 Wo.)CH | Erstveröffentlichung: 14. November 2000 Verkäufe: + 100.000 |
| 2000 | Mylénium Tour              | FR— DiamantFR | — | — | — | Erstveröffentlichung: 5. Dezember 2000 Verkäufe: + 100.000  |
| 2006 | Music Videos – Vol.IV      | — | — | — | — | Erstveröffentlichung: 30. Oktober 2006                      |
| 2006 | Avant que l’ombre… à Bercy | — | — | — | CH5 (3 Wo.)CH | Erstveröffentlichung: 4. Dezember 2006                      |
| 2010 | Stade de France            | FR— DiamantFR | BEW— GoldBEW | — | CH1 (23 Wo.)CH | Erstveröffentlichung: 12. April 2010 Verkäufe: + 67.500     |
| 2014 | Timeless 2013              | FR— DiamantFR | — | — | CH1 (19 Wo.)CH | Erstveröffentlichung: 16. Mai 2014 Verkäufe: + 60.000       |
| 2019 | Live 2019                  | FR— DiamantFR | — | — | CH2 (1 Wo.)CH | Erstveröffentlichung: 6. Dezember 2019 Verkäufe: + 40.000   |
| 2024 | Nevermore                  | FR— DiamantFR | — | — | — | Erstveröffentlichung: 29. November 2024 Verkäufe: + 40.000  |

grau schraffiert: keine Chartdaten aus diesem Jahr verfügbar

## Boxsets
| Jahr | Titel                             | Höchstplatzierung, Gesamtwochen, AuszeichnungChartplatzierungen (Jahr, Titel, Platzierungen, Wochen, Auszeichnungen, Anmerkungen) | Höchstplatzierung, Gesamtwochen, AuszeichnungChartplatzierungen (Jahr, Titel, Platzierungen, Wochen, Auszeichnungen, Anmerkungen) | Höchstplatzierung, Gesamtwochen, AuszeichnungChartplatzierungen (Jahr, Titel, Platzierungen, Wochen, Auszeichnungen, Anmerkungen) | Höchstplatzierung, Gesamtwochen, AuszeichnungChartplatzierungen (Jahr, Titel, Platzierungen, Wochen, Auszeichnungen, Anmerkungen) | Anmerkungen                |
| Jahr | Titel                             | FR | BEW | DE | CH | Anmerkungen                |
| ---- | --------------------------------- | --- | --- | --- | --- | -------------------------- |
| 2021 | Ainsi soit je … / Cendres de lune | FR78 (1 Wo.)FR | BEW17 (2 Wo.)BEW | — | — | Erstveröffentlichung: 2021 |
| 2021 | Anamorphosee / L’autre …          | FR91 (1 Wo.)FR | BEW21 (1 Wo.)BEW | — | — | Erstveröffentlichung: 2021 |
| 2022 | Collection                        | FR21 (1 Wo.)FR | BEW11 (2 Wo.)BEW | — | — | Erstveröffentlichung: 2022 |

## Statistik

### Chartauswertung
|                     | FR     | BEW      | DE    | CH     |
| ------------------- | ------ | -------- | ----- | ------ |
| Nummer-eins-Alben   | FR17FR | BEW12BEW | DE—DE | CH1CH  |
| Top-10-Alben        | FR27FR | BEW22BEW | DE—DE | CH11CH |
| Alben in den Charts | FR31FR | BEW31BEW | DE3DE | CH23CH |

|                       | FR     | BEW      | DE    | AT    | CH     |
| --------------------- | ------ | -------- | ----- | ----- | ------ |
| Nummer-eins-Singles   | FR15FR | BEW3BEW  | DE—DE | AT—AT | CH—CH  |
| Top-10-Singles        | FR53FR | BEW18BEW | DE—DE | AT—AT | CH—CH  |
| Singles in den Charts | FR71FR | BEW40BEW | DE4DE | AT1AT | CH22CH |

|                          | FR    | BEW     | DE    | CH    |
| ------------------------ | ----- | ------- | ----- | ----- |
| Nummer-eins-Videoalben   | FR—FR | BEW—BEW | DE—DE | CH3CH |
| Top-10-Videoalben        | FR—FR | BEW—BEW | DE—DE | CH8CH |
| Videoalben in den Charts | FR—FR | BEW—BEW | DE—DE | CH8CH |

### Auszeichnungen für Musikverkäufe
| Goldene Schallplatte - Europa - 1992: für das Album L’autre … Platin-Schallplatte - Europa - 1997: für das Album Anamorphosee - 2001: für das Album Innamoramento - 2002: für das Album Les Mots - Russland - 2007: für das Album Avant que l’ombre… - 2011: für das Album Bleu Noir | 2× Platin-Schallplatte - Russland - 2008: für das Album Point de Suture |

Anmerkung: Auszeichnungen in Ländern aus den Charttabellen bzw. Chartboxen sind in ebendiesen zu finden.
| Land/RegionAuszeichnungen für Musikverkäufe (Land/Region, Auszeichnungen, Verkäufe, Quellen) | Silber     | Gold       | Platin       | Diamant       | Verkäufe    | Quellen                                                   |
| -------------------------------------------------------------------------------------------- | ---------- | ---------- | ------------ | ------------- | ----------- | --------------------------------------------------------- |
| Belgien (BRMA)                                                                               | —          | 12× Gold12 | 7× Platin7   | —             | 342.500     | ultratop.be                                               |
| Europa (IFPI)                                                                                | —          | Gold1      | 3× Platin3   | —             | (3.500.000) | ifpi.org (Memento vom 1. Januar 2014 im Internet Archive) |
| Frankreich (SNEP)                                                                            | 7× Silber7 | 11× Gold11 | 31× Platin31 | 14× Diamant14 | 13.395.000  | infodisc.fr snepmusique.com                               |
| Russland (NFPF)                                                                              | —          | —          | 4× Platin4   | —             | 80.000      | 2m-online.ru                                              |
| Schweiz (IFPI)                                                                               | —          | 7× Gold7   | Platin1      | —             | 200.000     | hitparade.ch                                              |
| Insgesamt                                                                                    | 7× Silber7 | 31× Gold31 | 46× Platin46 | 14× Diamant14 |             |                                                           |